# اتو شیمپی
اتو شیمپی (به ژاپنی: 江藤新平 Etō Shimpei) متولد ۱۸ مارس ۱۸۳۴، مرگ ۱۳ آوریل ۱۸۷۴ میلادی، سیاستمدار و وزیر دولت میجی و رهبر شورش ساگا بود.